# Tauxières-Mutry
Tauxières-Mutry är en kommun i departementet Marne i regionen Grand Est (tidigare regionen Champagne-Ardenne) i nordöstra Frankrike. Kommunen ligger i kantonen Ay som tillhör arrondissementet Épernay. År 2018 hade Tauxières-Mutry 285 invånare.

## Befolkningsutveckling
Antalet invånare i kommunen Tauxières-Mutry
| Referens: INSEE |